# Camuesa de Verano
Camuesa de Verano es el nombre de una variedad cultivar de manzano (Malus domestica). Esta manzana está cultivada en diversos viveros entre ellos algunos dedicados a conservación de árboles frutales en peligro de desaparición. Esta manzana es originaria de la comunidad autónoma de Andalucía concretamente de la provincia de Almería, donde tuvo su mejor época de cultivo comercial antes de la década de 1960, a partir de la cual fue desplazada en cultivos y en consumo por variedades de manzanas selectas foráneas; actualmente en menor medida aún se encuentra.

## Sinónimos
- "Manzana Camuesa de Verano",[6][8]
- "Manzana Murciana".

## Historia
Las manzanas “Camuesa” tuvieron su uso en la literatura del siglo de oro español. Así la camuesa aparece en la dedicatoria al Conde de Niebla de la ‘Fábula de Polifemo y Galatea’ del poeta y dramaturgo español del barroco, Luis de Góngora y Argote. También se la cita en la obra de Lope de Vega Carpio, Peribáñez y el comendador de Ocaña. También se hace eco el refranero, en un uso sinónimo al de manzana, “Sano como una camuesa”, dice el Diccionario dialectal peraleo, de Peraleda de la Mata, Cáceres, “se dice generalmente de personas que por su edad, condición física, circunstancias en las que han vivido, etc. deberían tener algún tipo de dolencia, pero están completamente sanas.
'Camuesa de Verano' es una variedad de manzana de la comunidad autónoma de Andalucía ( Huércal-Overa, provincia de Almería), cuyo cultivo conoció cierta expansión en el pasado, siendo una de las variedades de las consideradas difundidas, clasificándose en esta manera, pues en las distintas prospecciones llevadas a cabo por las provincias españolas, se registraron repetidamente y en emplazamientos diversos, a veces distantes, sin constituir nunca núcleos importantes de producción. Eran variedades antiguas, españolas y extranjeras, difundidas en el pasado por los viveros comerciales y cuyo cultivo se ha reducido a huertos familiares y jardines privados.
Actualmente (2020) su cultivo está en declive, se puede encontrar en algún vivero y en jardines particulares.

## Características
El manzano de la variedad 'Camuesa de Verano' tiene un vigor Medio; florece a finales de abril; tubo del cáliz casi siempre triangular, estambres insertos por la mitad.
La variedad de manzana 'Camuesa de Verano' tiene un fruto de tamaño pequeño; forma más alta que ancha, globosa en la parte inferior, casi siempre cónico-truncada y rebajada de un lado en la zona peduncular, con frecuencia marca suave acostillado y a partir de la cavidad del ojo unas nervaduras más o menos visibles, presenta contorno irregular; piel lisa; con color de fondo verde amarillo, sobre color ausente, exenta de chapa o muy levemente iniciada, y una sensibilidad al "russeting" (pardea miento áspero superficial que presentan algunas variedades) muy débil; pedúnculo está ausente en todos los frutos, anchura de la cavidad peduncular amplia, profundidad de la cavidad peduncular de poca o marcada profundidad, bordes irregulares y rebajados de un lado, y con importancia del "russeting" en cavidad peduncular débil; anchura de la cav. calicina estrecha o medianamente amplia, profundidad de la cav. calicina poco profunda, cubeta marcada, bordes suavemente ondulados y marcando, desde el fondo, cinco líneas en relieve en forma de nervios que sobrepasan la cavidad, y con importancia del "russeting" en cavidad calicina débil; ojo pequeño, abierto; sépalos triangulares, color gris verdoso y tomentosos, de puntas vueltas hacia fuera y dejando asomar los estambres.
Carne de color blanco-crema; sabor característico de la variedad, ligeramente amargo recién cosechada, al cabo de un par de semanas adquiere un sabor muy agradable, dulce fundente; corazón pequeño y bulbiforme; eje cerrado; celdas alargadas; semillas alargadas y la mayoría abortadas.
La manzana 'Camuesa de Verano' tiene una época de maduración y recolección tardía, se recoge desde finales de octubre hasta mediados de noviembre. Después de cosechada hay que dejar transcurrir varias semanas para que desarrolle todas sus cualidades de aroma y sabor. Tiene la ventaja de conservarse muchos meses después de recogida sin necesidad de cámara, ni ceras, ni conservantes. Se usa como manzana de mesa fresca, y en la cocina.